# Dursan Ali Eğribaş
Dursan Ali Eğribaş (ur. w 1933 w Rize, zm. 23 sierpnia 2014 w Stambule) – turecki zapaśnik. Brązowy medalista olimpijski z Melbourne.
Triumfator igrzysk śródziemnomorskich w 1959 roku.